# Minden (schip, 1921)
De SS Minden was een vrachtschip dat op zijn terugreis van Brazilië naar Nazi-Duitsland tot zinken is gebracht, op bevel van Adolf Hitler. Het schip is in 1921 gebouwd door Vulcan A.G voor de Norddeutscher Lloyd.
De SS Minden zou naar verluidt zo'n 111 miljoen euro aan goud bij zich hebben gedragen. Het schip voer ter hoogte van IJsland toen het ontdekt werd door de Royal Navy. Hitler was bang dat de schat in geallieerde handen zou vallen en gaf het bevel het schip tot zinken te brengen. Het schip is in 2017 gelokaliseerd door Advanced Marine Services, maar is nog niet bezocht.

## Geschiedenis
De SS Minden werd door de Norddeutscher Lloyd in 1921 in dienst genomen als vrachtschip. Het schip had een stoomturbine en kon zo'n 29 kilometer per uur varen.
Op 6 september 1939 vertrok het schip vanuit Rio de Janeiro (Brazilië) naar Nazi-Duitsland. Vlak na het uitbreken van de Tweede wereldoorlog. Het schip voerde goud uit Zuid-Amerikaanse banken met zich mee. Het schip voer op 24 september 1939 tussen IJsland en de Faeröer toen het ontdekt werd door twee Britse kruisers (HMS Calypso en HMS Dunedin). Hitler was bang dat de schat in geallieerde handen zou vallen en gaf het bevel het schip tot zinken te brengen.
Het wrak ligt zo'n 193 kilometer van de IJslandse kust.

## Zoektochten
In 2017 startte het Advanced Marine Services vanuit het Verenigd Koninkrijk een zoekactie naar het wrak. Toen de regering in IJsland door had dat er naar het schip werd gezocht, werd de kustwacht er op afgestuurd, die de zaak aan de IJslandse politie overdroeg. De Britten hebben een verzoek ingediend de schat als hun eigendom te mogen houden. IJslandse autoriteiten zijn hier niet mee akkoord gegaan.